# 翟剑萍
翟剑萍（1929年9月15日—2005年9月30日）。原名翟恩泰，男，山东蓬莱人，中国剧作家，中国戏剧家协会理事，山东省话剧院名誉院长。